# Hotel Panorama
L'hôtel Panorama est construit en 1969 à Oberhof dans la forêt de Thuringe en Allemagne, à l'époque en RDA. Il fait alors partie de la chaîne hôtelière d'État Interhotel. Sa forme qui imite deux tremplins de saut à ski est le travail d'architectes yougoslaves .
Après la réunification, l' nterhotel devient le TREFF Hotel Panorama ; depuis fin 2018, il appartient au groupe Ahorn Hotels & Resorts. L'ensemble immobilier est classé au patrimoine culturel allemand .

## Histoire
Le projet est issu du souhait du dirigeant Walter Ulbricht de créer une station de sports d'hiver dans la petite ville d'Oberhof, également surnommée "St. Moritz de l'ouest" en raison de son luxe. Dès novembre 1950, les propriétaires de pensions et d'hôtels privés sont expropriés à cet effet. Le site est modernisé par la construction de bâtiments hôteliers surdimensionnés (comme la maison de vacances Rennsteig, démolie en 2002) ainsi que d'infrastructures de sports d'hiver pour l'accueil de masse de vacanciers de la RDA, comme la piste de bobsleigh, luge et skeleton d'Oberhof, mise en service au début des années 1970.
Le complexe est conçu par l'architecte Krešimir Martinković et construit par l'entreprise de construction yougoslave « Komgrap » de 1967 à 1969.
L'établissement ouvre ses portes le 7 octobre 1969 et referme peu de temps après car les conditions météo avec de forts vents à 825 mètres d'altitude avaient été sous-estimées et la construction de la toiture devait être améliorée. Avec plus de 900 lits, il était considéré comme le plus grand hôtel de vacances d'Europe. Sept restaurants, de nombreuses installations de loisirs telles qu'une piscine et un mini-golf appartenaient à l'hôtel. En souvenir du travail des architectes et des ouvriers du bâtiment, un restaurant balkanique a été aménagé. Comme l'un des soixante-dix cuisiniers avait travaillé au Japon, ce fut l'un des premiers restaurants japonais en RDA.
L'émission de divertissement Oberhofer Bauernmarkt à la télévision est-allemande fut tournée dans l'hôtel de 1974 à 1977. À l'époque de la RDA, l'hôtel était régulièrement utilisé par le syndicat FDGB.
En 1993, la chaîne hôtelière allemande Ramada-Treff Hotels reprend le Panoramahotel et construit de nouveaux bâtiments comme la discothèque Waldmarie en août 1994 (fermée en 2016  ) et une grande salle de réception pouvant accueillir jusqu'à 600 personnes. Le 4 décembre 2018, l'hôtel passe au groupe Ahorn Hotels & Resorts.

## Architecture

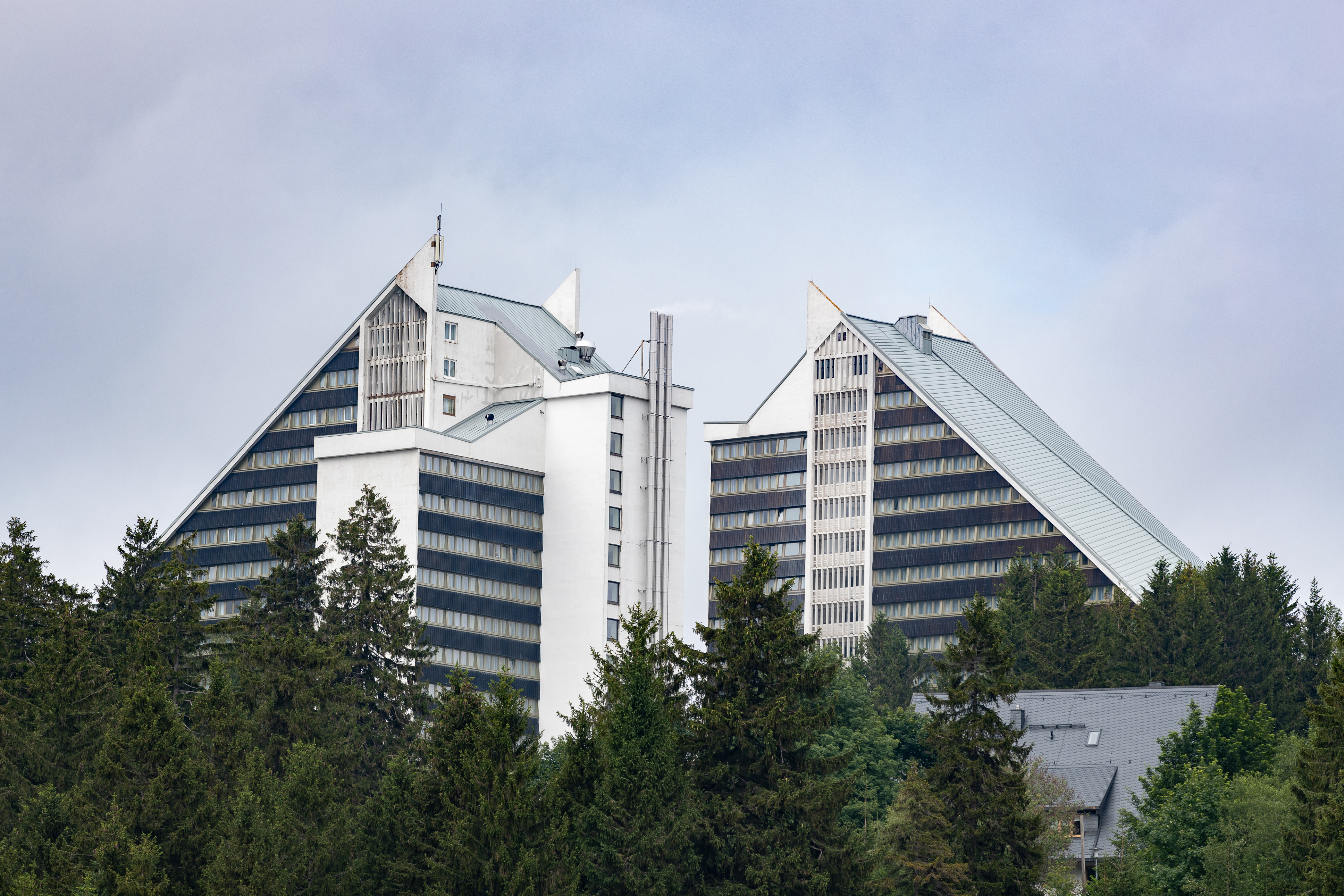
Vue de l'hôtel : les formes en pistes de saut sont visibles.

L'hôtel de 56 mètres  haut se trouve presque au point culminant d'Oberhof, se compose de deux bâtiments principaux presque identiques, dont la section longitudinale est triangulaire. Le bâtiment ouest a son toit en pente orienté vers le nord, qui rappelle la rampe de descente d'un tremplin de saut à ski en raison de la continuité rectiligne du bord triangulaire inférieur. Les deux bâtiments principaux comportent onze et douze étages.

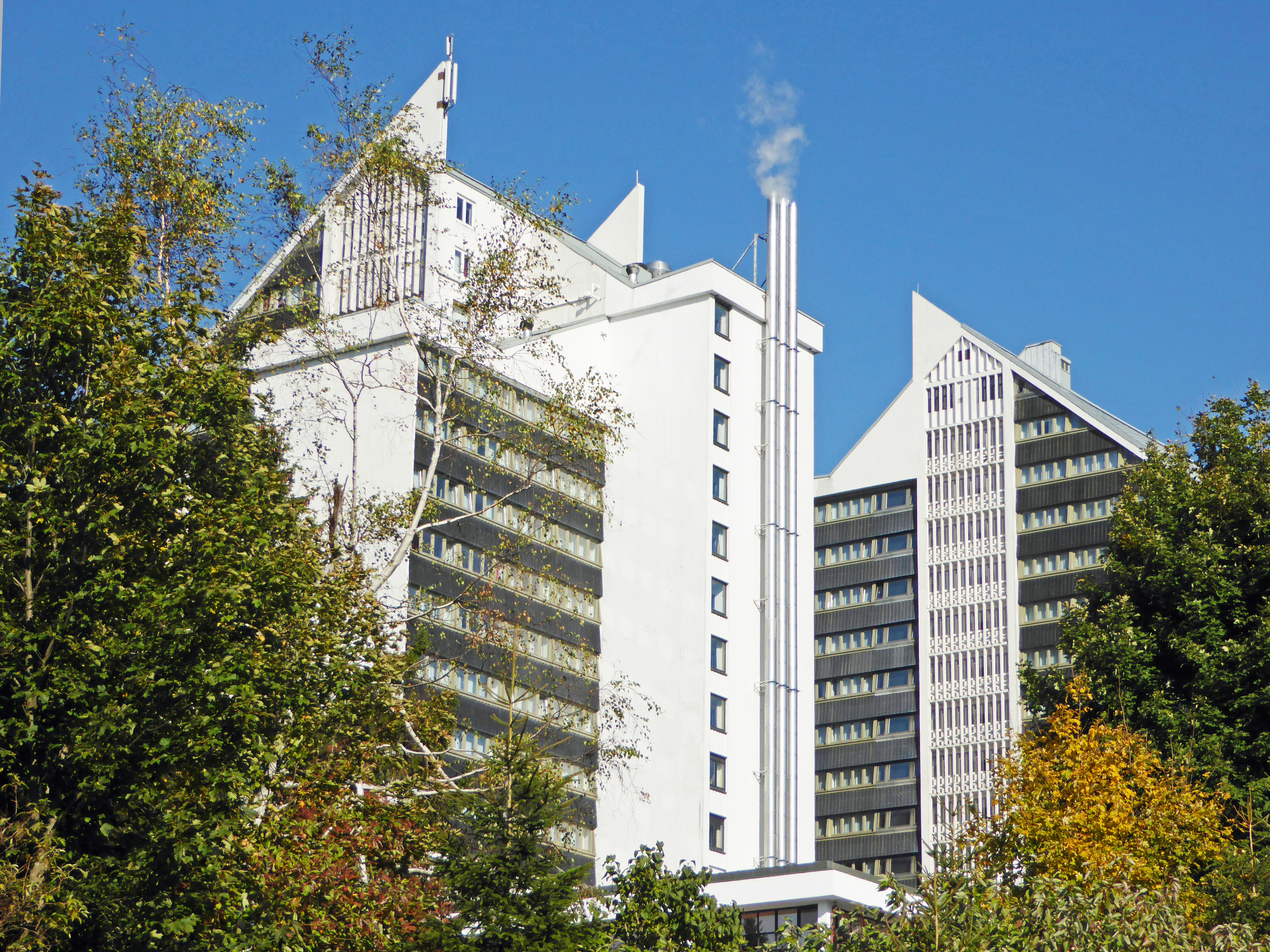
Colonne d'alimentation ainsi que les pointes des deux structures principales opposées

Pour combler le terrain accidenté, une structure de base carrée massive en béton relie les deux bâtiments principaux. Du côté sud du bâtiment de base, une autre structure de huit étages se dresse à angle droit par rapport au bâtiment ouest et y est reliée par une aile verticale.